# Pizzo Cefalone
De Pizzo Cefalone is een berg in de Italiaanse regio Abruzzo Hij maakt deel uit van het hoogste massief van de Apennijnen: de Gran Sasso waarvan de Corno Grande (2912 m) de hoogste top is. De Pizzo Cefalone ligt ten westen hiervan. De bergen worden van elkaar gescheiden door de uitgestrekte hoogvlakte Campo Pericoli. Ten noorden van de bergen ligt Pizzo Intermesoli (2635 m) en in het zuiden de vlakte met de plaats Assergi.
De Pizzo Cefalone is redelijk eenvoudig te beklimmen. De meest gebruikelijke route naar de top begint bij het hotel op de Campo Imperatore. Van daar bereikt men via het Rifugio Duca degli Abruzzi en de Passo della Portella na zo'n twee en half uur de Pizzo Cefalone.